# نوبل (لوئیزیانا)
نوبل (به انگلیسی: Noble) شهری در ایالت لوئیزیانا کشور ایالات متحده آمریکا است که جمعیت آن در سرشماری سال ۲۰۱۰ میلادی، ۲۵۲ نفر بوده‌است.